# Бойл, Эдмунд, 7-й граф Корк
Эдмунд Бойл, 7-й граф Корк и 7-й граф Оррери (англ. Edmund Boyle, 7th Earl of Cork and 7th Earl of Orrery; 21 ноября 1742 — 30 мая 1798) — англо-ирландский пэр, землевладелец и военный.

## Происхождение и образование
Родился 21 ноября 1742 года в Марстон-хаусе, Фрум, графство Сомерсет, Англия. Единственный сын Джона Бойла, 5-го графа Корка и 5-го графа Оррери (1707—1762), и его второй жены Маргарет Гамлильтон (1710—1758). Почётный паж принца Уэльского в 1759 году.
Он получил образование в Вестминстерской школе (Вестминстер, Лондон) и в колледже Крайст-черч Оксфордского университета, в который он поступил в 1763 году.

## Карьера
17 января 1764 года после смерти своего бездетного сводного брата, Гамильтона Бойла, 6-го графа Корка (1729—1764), Эдмунд Бойл унаследовал титулы 7-го графа Корка (Пэрство Ирландии), 7-го лорда Бойла (Пэрство Ирландии), 4-го барона Бойла из Марстона в графстве Сомерсет (Пэрство Великобритании), 7-го виконта Бойла из Киналмики в графстве Корк (Пэрство Ирландии), 7-го барона Бэндон-Бриджа в графстве Корк (Пэрство Ирландии), 7-го графа Оррери (Пэрство Ирландии), 7-го лорда Бойла в графстве Корк (Пэрство Ирландии) и 8-го виконта Дангарвана в графстве Уотерфорд (Пэрство Ирландии).
В ноябре 1774 года лорд Корк был назначен капитаном Сомерсетской милиции. 1 мая 1778 года он получил звание майора. Его полк был призван на постоянную службу во время Войны за независимость североамериканских колоний, он должен был оборонять Плимут и был расквартирован в лагере Коксхит в Кенте. В 1779 году лорд Корк был произведен в подполковники. В 1781 году он командовал полком в лагере на Мейкер-Хайтс. В 1782 году лорд Корк командовал сводным батальоном в составе 4-й бригады. В 1783 году после окончания американской войны Сомерсетское ополчение было расформировано. С 1784 по 1798 год — лорд Корк носил звание полковника Сомерсетской милиции.
Лорд Корк скончался 6 октября 1798 года в возрасте 56 лет в Марстон-хаусе и был похоронен в церкви Святого Иоанна во Фруме в Сомерсете.

## Семья
Лорд Корк был дважды женат. 31 августа 1764 года в доме графа Сэндвича в Уайтхолле (Лондон) он женился первым браком на Энн Кортни (1742 — 11 декабря 1785), дочери Келланда Кортни и достопочтенной Элизабет Монтегю. Супруги развелись в 1782 году. Дети от первого брака:
- Джон Ричард Бойл, виконт Дангарвен (27 мая 1765 — 8 марта 1768)[1]
- Генерал Эдмунд Бойль, 8-й граф Корк (21 октября 1767 — 29 июня 1856 года)[1], второй сын и преемник отца.
- Вице-адмирал сэр Кортни Бойл[англ.] (3 сентября 1770 — 21 мая 1844)[1]
- Леди Люси Изабелла Бойл (? — 7 сентября 1801)[1], в 1792 году она вышла замуж за достопочтенного Джорджа Бриджмена.

17 июня 1786 года на Чарльз-стрит Ганновер-сквер Святого Георгия, Лондон, лорд Корк вторично женился на достопочтенной Мэри Монктон (21 мая 1746 — 30 мая 1840), дочери Джона Монктона, 1-го виконта Голуэя, и Джейн Уэстенра. Второй брак был бездетным.